# Clarence Kea
Clarence Leroy Kea  (Wilmington,  North Carolina, 2 de febrero de 1959) es un exjugador de baloncesto estadounidense. Con 2,00 metros de estatura, jugaba en la posición de pívot.

## Trayectoria deportiva

### Universidad
Jugó durante cuatro temporadas con los Cardinals de la Universidad de Lamar, en las que promedió 6 puntos,  y 10 rebotes por partido.

### Profesional
Fue elegido en la octava ronda, con el puesto 169  en el Draft de la NBA de 1980 por los Dallas Mavericks. Sus primeros tres años como profesional juega en diversos equipos de la CBA Y NBA, contabilizando en los Dallas Mavericks 51 partidos, 8,8 minutos por partido. En el año 1983 empieza a jugar en Europa, y gana la Copa de Europa con el Pallacanestro Virtus Roma. Formaba pareja de extranjeros con Larry Wright y en la final derrotaron al FC Barcelona. Después, Israel, Francia, destacando sobre todo a nivel de títulos en el Limoges CSP, equipo en el que gana 4 títulos en dos años y un par de equipos italianos más (Udine y Florencia) antes de recalar en la Liga ACB. Primero lo hizo en el Juver Murcia 91-92 y después en el Coren Ourense 92-93. En ambos casos, con 13,1 y 12,7, fue el líder estadístico de la competición en rebotes, añadiendo también un número aceptable de puntos (16,8 y 12,7, respectivamente). Se retira en el Fenerbahçe Ülkerspor con 35 años de edad en el año 1994.

## Récord de rebotes en la liga ACB
Con 2 metros escasos era un extraordinario reboteador, dejando un récord estratosférico a día de hoy todavía vigente en la liga ACB, con 29 rechaces, 11 de ellos en ataque.